# Vakuumtechnik

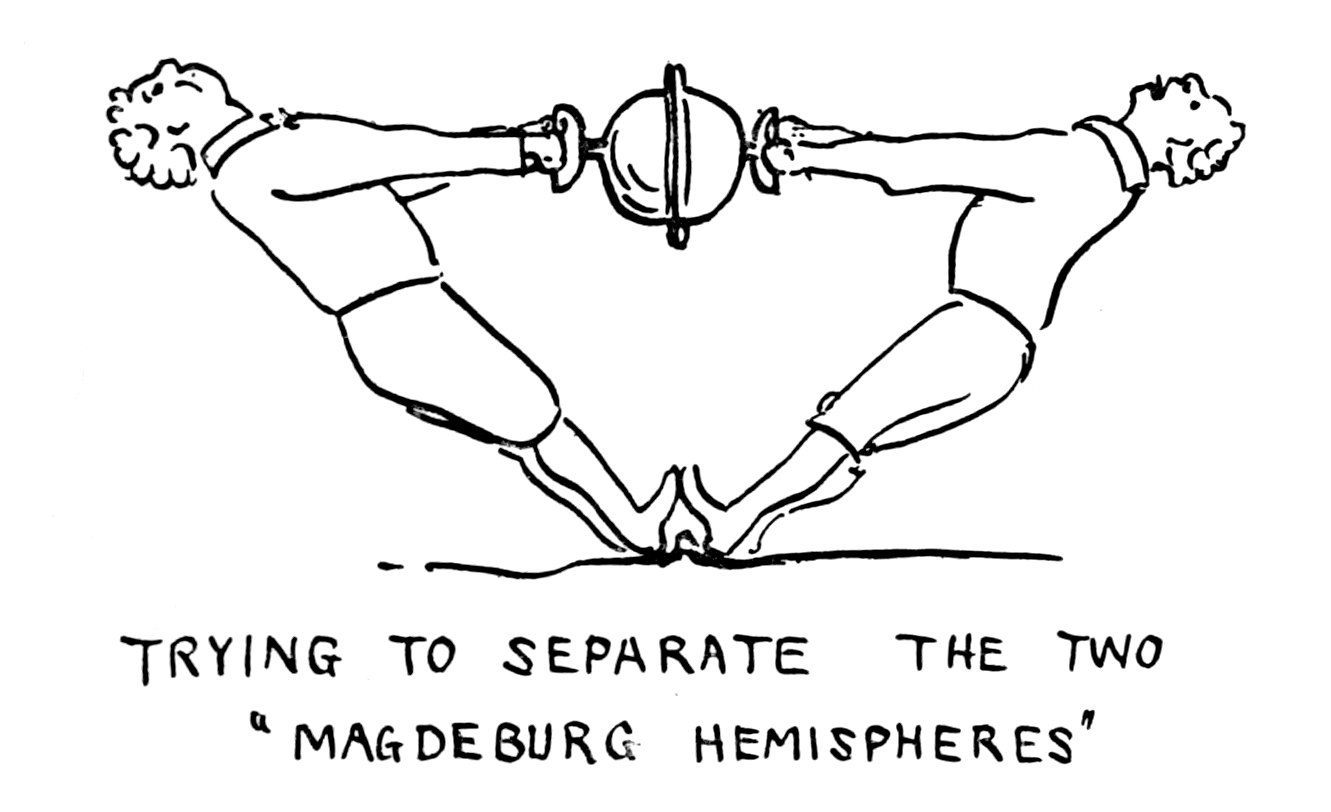
Symbol der Vakuumtechnik: die Magdeburger Halbkugeln

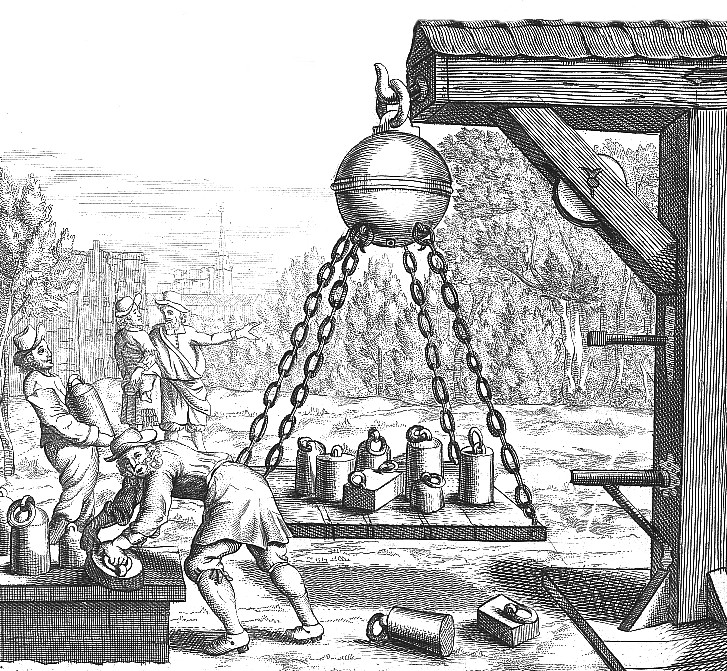
„Pionier der Vakuumtechnik“: 1657 zeigte Otto von Guericke die Wirkung von Vakuum mit den Magdeburger Halbkugeln

Tatsächlich presst der äußere Luftdruck die Magdeburger Halbkugeln zusammen: a) Halbkugeln mit Luft gefüllt, b) luftleere Halbkugeln, 1. Griff, 2. luftdichte Abdichtung, 3. Magdeburger Halbkugel, 4. Luftdruck, 5. Vakuum

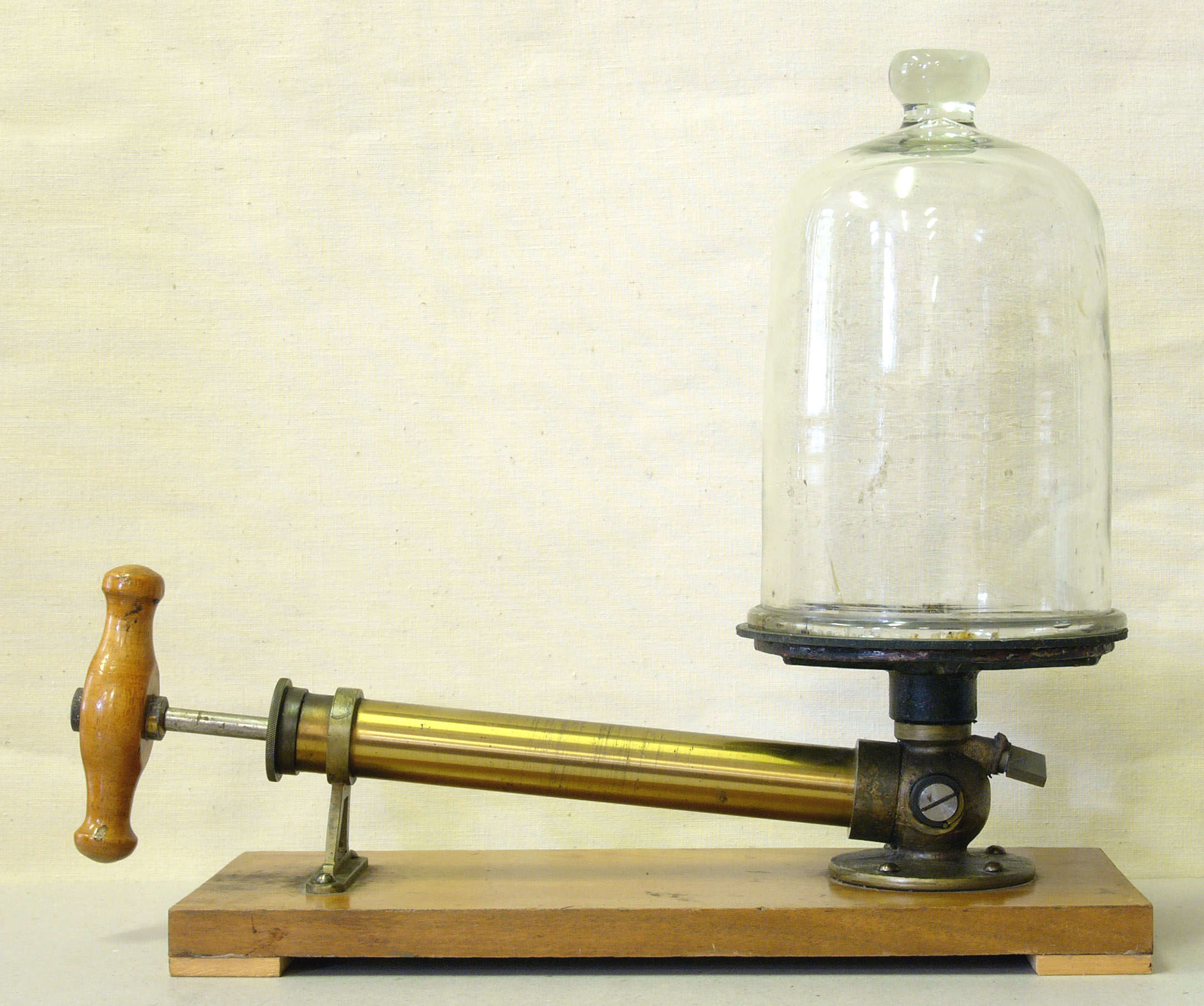
Glasglocke mit Kolben-Vakuumpumpe für Schulversuche

Die Vakuumtechnik befasst sich mit Geräten und Verfahren zur Erzeugung, Aufrechterhaltung und Messung eines Vakuums sowie dessen technischen Anwendungen.
Die Erforschung und die technische Erzeugung des Vakuums begann im 17. Jahrhundert. Heute wird die Vakuumtechnik in zahlreichen Bereichen der Industrie und Forschung eingesetzt, wie z. B. in der Produktions- und Fertigungstechnik zur Behandlung von Werkstoffen oder zur Handhabung, in der Lebensmittelindustrie, in der Medizintechnik, in Physik und Chemie. Je nach Anwendung wird ein bestimmter Vakuumbereich zwischen dem Luftdruck der Atmosphäre von etwa 1000 hPa und einem extremen Ultrahochvakuum von 10−14 hPa eingesetzt.
Einige signifikante Beiträge zur Vakuumtechnik leisteten u. a. die Physiker Otto von Guericke, Wolfgang Gaede, Marcello Pirani, Rudolf Jaeckel und Lewis Hall (Varian).

## Anwendungsbereiche
Die Vakuumtechnik findet Anwendung in vielen Bereichen und dient als Grundlage für auf Vakuum basierender Technologien. Sie kann als eine Grenzwissenschaft zu den Materialwissenschaften verstanden werden. Dazu zählen die Oberflächenphysik (bspw. die Verfahren CVD, PVD), die Dünnschichttechnik, die Mikro- und Nanotechnologie und Teile der Prozesstechnik.
Ebenfalls spielt sie eine Rolle in der Raumfahrt, bei Kernfusionsreaktoren, Teilchenbeschleuniger, in der Lebensmittelindustrie (Gefriertrocknung), im Haushalt (Staubsauger, Vakuumgaren, Vakuumiergerät) usw.

## Vakuumerzeugung
Um ein Vakuum in einem zuvor gasgefüllten Volumen zu erzeugen, müssen Gasteilchen (siehe auch: kinetische Gastheorie) aus dem Volumen entfernt werden. Dies geschieht mithilfe von Vakuumpumpen, die nach ihrem Funktionsprinzip in zwei Gruppen eingeteilt werden können. Kompressionspumpen entfernen Gasteilchen aus dem Volumen durch Verdrängen oder Impulsübertragung. Eine andere Möglichkeit besteht darin, die Gasteilchen an der Wand des auszupumpenden Volumens zu kondensieren oder chemisch zu binden.
In der Vakuumtechnik werden die folgenden Druckbereiche unterschieden (für eine Tabelle mit weiteren Details siehe: Vakuum → Druckbereiche):
- Grobvakuum: 1013 hPa bis 1 hPa,
- Feinvakuum: 1 hPa bis 10−3 hPa,
- Hochvakuum: 10−3 hPa bis 10−8 hPa,
- Ultrahochvakuum (UHV): unter 10−8 hPa.

Die Wahl der Vakuumpumpe hängt vom zu erreichenden Druck und dem Einsatzbereich ab. Bei einem hohen Vakuum werden mehrstufige Verfahren mit Vorvakuum- und Hochvakuumpumpe angewendet.
Der aktuelle Rekord (Stand 2020) liegt bei 6.7 × 10−17 hPa.

## Hersteller und Markt
Zu den bekannten Herstellern von Pumpen, Anlagen und Systemen (speziell für UHV) zählen z. B. Edwards, Leybold, Pfeiffer, PINK bzw. Hersteller, die auf Vakuumtechnik und den Grundkomponenten basierende Anlagen für die Halbleiterindustrie entwickeln, wie z. B. AMEC, Aixtron, Tokyo Electron, Veeco, Ulvac usw.

## Vakuummessung und -steuerung
Zur Messung des Drucks dienen Vakuummeter, die jeweils einen charakteristischen Messbereich besitzen, der wegen des großen Druckbereichs in der Vakuumtechnik nur einen Teil des Gesamtbereichs überdeckt. Die Druckmessung kann gasabhängig sein.
Direkte oder absolute Vakuummeter messen den Druck als Kraft, die auf eine Fläche wirkt. Die direkte Druckmessung ist nur im Grobvakuumbereich relativ genau. Bei der indirekten Druckmessung wird der Druck als Funktion einer dichte- und damit druckabhängigen Eigenschaft ermittelt. Soll der Druck mit einer geringen Messunsicherheit ermittelt werden, ist bereits im Feinvakuumbreich ein hoher Aufwand erforderlich.
Bei Vakuumprozessen muss der Druck laufend kontrolliert und bei Bedarf geregelt werden. Die Messwerte werden an Kontroll- und Schaltwarten übermittelt und registriert. Durch diese Steuerung und Regelung wird der Druck in der Vakuumanlage in einem bestimmten Bereich gehalten.

### Fachartikel
- Wolfgang Jorisch: Die Vakuumtechnik: Seit Jahrzehnten eine unabdingbare Voraussetzung unserer Hochtechnologie. In: Vakuum in Forschung und Praxis. Band 23, Nr. 4, August 2011, S. 3–3, doi:10.1002/vipr.201190033.
- I. J. R. Aitchison: Nothing’s plenty the vacuum in modern quantum field theory. In: Contemporary Physics. Band 26, Nr. 4, Juli 1985, S. 333–391, doi:10.1080/00107518508219107 (englisch).

### Fachbücher
- Oleg B. Malyshev: Vacuum in Particle Accelerators: Modelling, Design and Operation of Beam Vacuum Systems. 1. Auflage. Wiley, 2019, ISBN 978-3-527-34302-7, doi:10.1002/9783527809134 (englisch).
- Max Wutz: Handbuch Vakuumtechnik. Hrsg.: Karl Jousten (= Springer Reference Technik). 12., neu bearbeitete  Auflage. Springer Vieweg, Wiesbaden [Heidelberg] 2018, ISBN 978-3-658-13386-3.
- Wolfgang Jorisch (Hrsg.): Vacuum technology in the chemical industry. 1.  Auflage. WILEY-VCH, Weinheim, Bergstr 2015, ISBN 978-3-527-31834-6 (englisch).
- Donald M. Mattox: The foundations of vacuum coating technology. Springer, Berlin 2003, ISBN 978-3-540-20410-7 (englisch).
- James M. Lafferty (Hrsg.): Foundations of vacuum science and technology. Wiley, New York 1998, ISBN 978-0-471-17593-3 (englisch).
- Nagamitsu Yoshimura: Vacuum technology: practice for scientific instruments. Springer, Berlin 2008, ISBN 978-3-540-74432-0 (englisch).
- John F. O’Hanlon: A User’s Guide to Vacuum Technology. 3. Auflage. Wiley-Interscience, Hoboken, NJ 2003, ISBN 978-0-471-27052-2 (englisch, archive.org).

### Klassiker, Geschichte, Populär
- M. Pirani, J. Yarwood: Principles of Vaccum Engineering. Chapman and Hall, London 1963 (englisch, archive.org).
- Heinz Barfuss: Die Geschichte der Vakuumtechnik: Ein Rückblick über fünf Jahrhunderte. In: Vakuum in Forschung und Praxis. Band 25, Nr. 2, April 2013, S. 8–13, doi:10.1002/vipr.201300524.
- Henning Genz: Nichts als das Nichts: die Physik des Vakuums (= Erlebnis Wissenschaft). Wiley-VCH, Weinheim 2004, ISBN 978-3-527-40319-6.

### Journale und Magazine
- AVS Journale (Journal of Vacuum Science & Technology A, B etc.)
- CERN Courier: In focus: Vacuum Technology
- Vakuum in Forschung und Praxis (Zeitschrift herausgegeben vom I.G.T.-Verlag)